# Первые испытания
Первые испытания — двухсерийный историко-революционный кинороман, снятый по мотивам трилогии Якуба Коласа «На ростанях» на киностудии «Беларусьфильм» в 1960 — 1961 годах режиссёром В. В. Корш-Саблиным.
Премьера 1 серии состоялось 28 июля 1960 года, 2 серия — 4 сентября 1961 года.

## Сюжет
Действие фильма приурочено к событиям русской революции 1905—1907 годов. В отличие от оригинального произведения Якуба Коласа в фильме введены новые герои, несколько изменена хронология событий, мотивация поступков героев, и, в целом, сюжет. Молодой интеллигент Андрей Лобанович приезжает учительствовать в белорусское полесское село Тельшино. Здесь А. Лобанович вступает в фиктивный брак с революционеркой Ольгой Андросовой. Шляхтянка Ядвися, которую любит Андрей, соглашается ждать его развода. На нелегальном съезде учителей А. Лобановича арестовывают. Ядвися хочет счастливой семейной жизни без политических потрясений и умоляет Андрея забыть о ней. Вместе с Андреем в заключение отправилась Ольга Андросова. К творческим удачам съёмочной группы критики относят изобразительное решение фильма: натурные эпизоды белорусской природы, которые близки стилю коласовской прозы. Отмечена также яркая игра А. Кистова (отец Владимир) и Г. Глебова (дьяк Бутяновский).

## В ролях
- Эдуард Изотов — Андрей Лобанович
- Наталья Кустинская — Ядвися
- Елена Корнилова[пол.] — Ольга Андросова
- Иван Шатило — Глеб
- Юрий Дедович — Садович
- Николай Ерёменко (старший) — Тодорик
- Виктор Тарасов — Аксен Каль
- Александр Кистов — отец Владимир
- Михаил Названов — Скирмунт
- Глеб Глебов — дьяк Бутяновский
- Борис Кудрявцев —  делегат

## Съёмочная группа
- Автор сценария: Аркадий Кулешов, Максим Лужанин
- Режиссёр: Владимир Корш-Саблин
- Оператор-постановщик: Андрей Булинский
- Композитор: Евгений Глебов
- Художники-постановщики: Владимир Белоусов, Юрий Булычев